# Präkursor
Als Präkursor (englisch precursor aus lateinisch praecursor ‚Vorläufer‘) wird in der Chemie oder Biochemie bei einem Syntheseweg ein Molekül bezeichnet, das als Ausgangsprodukt (vgl. Edukt) in eine Reaktion eingeht. Aus diesem wird, manchmal unter Beteiligung weiterer Präkursoren, ein oft komplexes und differenziertes Produkt gebildet.

## Chemische Synthesen
Der Begriff findet sich in Bezug auf chemische Reaktionen und bezeichnet:
- Ausgangsstoffe für weitere Syntheseschritte
- Vorläuferstoffe, die zur Herstellung von Betäubungsmitteln verwendet werden können (rechtstechnisch auch als Grundstoffe oder Drogenausgangsstoffe bezeichnet), aber selbst nicht als Betäubungsmittel wirksam sein müssen
- Schichtbildende Ausgangsstoffe bei der chemischen Gasphasenabscheidung bzw. Atomlagenabscheidung

## Biochemische Prozesse
Beispiele, auf die biochemische Biosynthese von Stoffwechselprodukten bezogen:
- Aminosäuren-Stoffwechsel
  - Serin und Cholin sind Präkursoren des Glycins.
  - Serin und Methionin sind Präkursoren des Cysteins. Dieses ist wiederum Präkursor bei der Biosynthese von Verbindungen wie Glutathion, Coenzym A und Taurin.[1]
  - Phenylalanin ist der Präkursor des Tyrosin.
  - Glutaminsäure ist der Präkursor des Prolin.
- Provitamine
- Komplexe Biomoleküle:
  - Präkursor-mRNA
  - Präkursor-Proteine

- Plattformchemikalien